# Alan Wake II
Alan Wake II è un videogioco di genere survival horror in terza persona, sviluppato da Remedy Entertainment e pubblicato da Epic Games, seguito di Alan Wake. È stato pubblicato per Microsoft Windows, PlayStation 5 e Xbox Series X/S il 27 ottobre 2023. Questo titolo introduce il Remedy Connected Universe, l'unione di tutti i titoli della Remedy scritti da Sam Lake e ambientati in un unico universo narrativo.

## Trama

### 0 - The Cult
Alan Wake si sveglia al suo posto di scrittura e vede un romanzo dal titolo Return, anche se porta il suo nome il manoscritto pare essere stato fortemente modificato da un essere che lui chiama Graffio e senza perdere tempo inizia a modificarlo. 2023, un uomo nudo emerge dalle acque oscure del Cauldron Lake in evidente stato confusionale, viene trovato e ucciso da un gruppo di persone mascherate che si autodefiniscono “Il Culto dell'Albero”.

### 1 - Return
L'agente speciale dell'FBI Saga Anderson e il suo mentore Alex Casey indagano sull'accaduto scoprendo che l'uomo ucciso dalla setta altri non è che l'ex agente Robert Nightingale scomparso tredici anni prima durante la caccia allo scrittore Alan Wake proprio a Bright Falls, la ridente cittadina che sorge a margine del lago. Saga trova anche una strana pagina di un manoscritto che pare predire il futuro con una precisione millimetrica. Arrivati in città fanno la conoscenza dello sceriffo Tim Braker che assistette alle strane sparizioni di tredici anni prima, così come la cameriera della tavola calda Oh Deer Diner Rose Marigold. Quest'ultima riconosce Saga come una vecchia cittadina del luogo e si stupisce del suo ritorno dopo la morte per affogamento di sua figlia Logan, cosa che non corrisponde a realtà poiché la figlia si trova insieme a suo padre David in America. Saga raggiunge l'obitorio ed esegue l'autopsia su Nightingale trovando una misteriosa pagina del manoscritto dentro il suo cuore, improvvisamente il cadavere torna in vita e attacca tutti quelli presenti nella stanza, Alex e Saga riescono a fuggire alla furia omicida ma Braker sparisce nel nulla con la pagina del manoscritto.
Saga e Alex inseguono Nightingale raggiungendo le foreste di Cauldron Lake, qui il partner ormai anziano confessa alla sua pupilla di aver indagato per anni sulla setta, chiamata precedentemente "Setta della Parola", arrivando alla conclusione che questi esaltati stanno cercando di riportare in vita lo scrittore Alan Wake, scomparso in quelle zone da ben tredici anni, esattamente come Nightingale.
Raggiunto il lago, Saga esegue un rituale scritto su altre pagine del manoscritto che continua a trovare e riesce ad aprire un passaggio verso la sovrapposizione, un fenomeno paranormale che permette a due realtà ben definite di sovrapporsi una sull'altra, così facendo raggiunge Nightingale ormai tramutato in un “Taken” e lo uccide. Alla morte dell'ex agente dell'FBI, sulle sponde del lago, compare un confuso e debole Alan Wake che una volta preso in custodia rivela tutto ciò che sa sugli oggetti alterati e sulla dimensione onirica che lui chiama Luogo Oscuro in cui era imprigionato.
Alan afferma di aver scritto un nuovo romanzo per evadere dal Luogo Oscuro chiamato Return, questo però è stato modificato da un suo Doppelgänger chiamato Mr. Graffio trasformandolo in una storia dell'orrore. Graffio è alla ricerca del Clicker, un vecchio interruttore di una lampada che permette di switchare le realtà e di accendere o spegnere una sovrapposizione, questo oggetto ha infatti il potere di rendere la Presenza Oscura invincibile ma anche di sconfiggerla definitivamente.
Saga capisce che la sua vita alterata a Bright Falls è causa delle modifiche apportate al romanzo da Graffio, così recupera il Clicker dalla setta dell'albero e lo riporta indietro, ma prima di poterlo consegnare ad Alan fa la sua comparsa la Federal Bureau of Control; la squadra capeggiata da Kiran Estevez prende in custodia Alan e afferma di aver catturato i leader della famosa setta che loro chiamano dell'Albero, rivelandosi essere i due imprenditori più attivi di tutta Bright Falls, i fratelli Ilmo e Jaakko Koskela.
La FBC però non è a conoscenza del Clicker e Alan non li ha informati affatto sull'oggetto del potere, così Saga decide di tenerlo con sé e di raggiungere Odin e Tor Anderson, gli Old Gods of Asgard, alla loro casa di riposo Valhallha che si trova poco lontano dall'ingresso alla foresta, qui capisce che la sua parentela con i due strambi tipi (intuibile anche dallo stesso cognome) non è data dal libro scritto da Graffio ma è pura realtà e le sue capacità investigative sono in realtà doni paranormali ereditati per discendenza sanguigna.
Dopo aver salvato suo nonno da morte certa per mano della vecchia Signora Weaver, ormai tramutata in un Taken, Saga scopre che il Clicker da solo non serve a niente ma può amplificare il potere creativo del suo portatore, ecco perché sia Alan che Graffio lo bramano tanto.
Saga raggiunge le prigioni di Bright Falls trovandole in uno stato pietoso a causa di un attacco da parte di un Taken particolarmente aggressivo, dopo aver risolto il problema e aver aiutato l'agente Estevez raggiunge le prigioni e tenta di consegnare il Clicker ad Alan che però si rivela essere Graffio. Il Doppelgänger malvagio uccide Jaakko rubandogli la giacca di pelle e poi evade dalla prigione tentando di rubare il Clicker. Saga scopre così che la “Setta della Parola” è in realtà una finzione, un qualcosa per impedire che i cittadini di Bright Falls finissero vittime del potere del lago: ogni notte, un gruppo di ronda mascherato, andava a prelevare i Taken rilasciati da Cauldron Lake e li uccideva prima che potessero diventare pericolosi usando il Clicker, sfortunatamente non tutti i corpi svanivano dopo aver eseguito il rituale e questi venivano recuperati rendendoli dei ricercati dall'FBI.
Saga decide di fermare Graffio organizzando un concerto con i suoi vecchi parenti così da creare una forte scarica creativa e tramite il clicker scambiare il Doppelgänger con l'Alan ancora imprigionato nel Luogo Oscuro. Raggiunto Bright Falls, gli Old Gods of Asgard mettono in piedi un concerto Rock dall'incredibile carica artistica e aggressiva che attirerà fuori dal lago tutti i Taken ancora imprigionati sul fondo, dopo averli uccisi Saga usa il Clicker per richiamare Alan alla realtà ma si concluderà con un nulla di fatto. Saga intuisce che il rituale ha in realtà funzionato ma su un piano temporale totalmente diverso, la loro opera ha fatto tornare Alan ma al tempo in cui venne trovato sulle rive del lago, quindi colui che stanno combattendo è in realtà il vero Wake ma posseduto dall'oscurità. Saga, grazie ai mezzi forniti dalla FBC, riesce ad imprigionare e liberare Wake dall'oscurità che però si impossessa del suo compagno Alex Casey, che aggredisce Saga lanciandola nel lago. Mentre Graffio si allontana verso la città di Bright Falls, ormai in possesso del Clicker e pronto a sottomettere la realtà al proprio volere, gli Old Gods of Asgard si immergono nel lago per aiutare la propria nipote a riemergere dall'oscurità.

### 2 - Initiation
Alan Wake è prigioniero nel Luogo Oscuro e viene costantemente torturato a rivivere le sue paure, dubbi e colpe da un essere multi dimensionale chiamato Warlin Door, è infatti incastrato all'interno di loop tempo-dimensionale da cui pare non esserci via di fuga.
Esplorando una New York estremamente alterata dall'oscurità incontra lo sceriffo Tim Braker, imprigionato anche lui da Mister Door in questo strano mondo popolato da ombre, insieme cercano di trovare un modo per uscire, sfruttando le loro conoscenze sul nemico e le loro capacità creative. Alan segue così i consigli di Tim, le tanto sagge quanto enigmatiche indicazioni dell'inserviente Athi e le ispirazioni date da una versione onirica di Alex Casey, raggiungendo così, all'interno di un Hotel infestato, lo scrittore scomparso decenni prima Thomas Zane, rivelandosi un ennesimo Doppelgänger di Alan e non uno scrittore, come molti pensavano, ma un regista cinematografico, il primo adattatore del primo romanzo su Casey nonché di un'opera oscura considerata maledetta e ormai dimenticata dal titolo Tom the Poet, che lo vedeva nei panni di uno scrittore poeta molto simile nell'aspetto e negli atteggiamenti ad Alan Wake.
Alan inizia a ricevere delle chiamate da un telefono pubblico da un qualcuno con la sua stessa voce che gli suggerisce cosa fare per poter evadere da quel luogo oscuro, per prima cosa deve raggiungere la sua vecchia abitazione alla piazza centrale di New York dove Alice, sua moglie liberata a fine del primo capitolo, è perseguitata da Graffio. Alan raggiunge la sua abitazione trovandola riadattata ad ospitare una mostra fotografica dedicata proprio a Graffio e alle esperienze persecutorie che ha dovuto subire sua moglie nel periodo in cui modificava il romanzo Return.
Al termine di altri loop che lo vedono ospite di uno show televisivo dedicato alle sue opere e alle sue colpe, quelle di Bright Falls rappresentate sotto forma di Musical eseguito dal vivo da una versione più giovane degli Old Gods of Asgard, Alan riesce a recuperare, grazie ad Athi, le fotografie del Clicker e di uno strano Proiettile di Luce, oltretutto ottiene un breve incontro con un Door molto più serio e diretto che lo informa che il gioco è durato fin troppo, potrà lasciare il luogo oscuro ma quando sarà il momento lui dovrà recitare la sua parte e non mettersi fra lui e i suoi piani. Alan adagia in una scatola, ai piedi di una statua eretta in suo nome al centro della piazza di New York del luogo oscuro, le fotografie del Clicker e del Proiettile per poi tornare al suo appartamento, qui termina la visita guidata della mostra fotografica scoprendo che Alice si è tolta la vita dopo anni di persecuzione, pieno di rabbia raggiunge la stanza dello scrittore dove trova Graffio intento a modificare la storia che lui ha scritto, inorridito punta la pistola e lo uccide.
Alan capisce che questa scena l'ha già vissuta ma stando dall'altra parte, in realtà Graffio è sempre stato lui, era lui che ha tormentato Alice fino allo sfinimento e sempre lui ha scritto il romanzo dell'orrore che ha visto Saga e Alex imprigionati a Bright Falls a combattere per la propria vita e famiglia. Distrutto dalla consapevolezza viene investito dalla presenza oscura che lo possiede trasformandolo veramente in Graffio e allo stesso momento il portale tempo-dimensionale aperto dagli Old Gods of Asgard e Saga lo risucchia portandolo alla realtà.

### 3 – No Return
Saga è imprigionata nel luogo oscuro torturata dalle sue paure e incertezze mentre Alan si è armato per raggiungere Graffio e ucciderlo.
Una volta arrivato a Bright Falls la trova devastata in una perenne Festa del Cervo dove tutti sono felici e sottomessi allo scrittore del momento, una versione distorta di Alan Wake che sta vendendo il suo nuovissimo libro dal titolo Return, considerato un horror psicologico post moderno all'ultimo grido e in vetta alle classifiche di vendita.
Alan capisce che l'unico modo per risolvere il problema è quello di leggere il finale di questo libro che lui non ha mai scritto per poterlo cambiare, così recupera una copia e fugge da una folla inferocita che tenta di fermarlo raggiungendo la casa di cura Valhallha dove l'inserviente Athi pare non essere stato influenzato dall'alterazione di Graffio. Per la prima volta Alan accetta di essere chiamato Thom da Athi ed entra nella stanza dello scrittore che fino a quel momento è stata sempre tenuta chiusa per modificare un finale che non è in grado di leggere.
Saga riesce a combattere contro le sue paure e incertezze ed esce all'esterno della sua stanza mentale divenuta in questo luogo la sua prigione e si addentra nella New York precedentemente occupata da Alan. Anche lei qui comincia a ricevere delle telefonate da una persona con la sua stessa voce che le suggerisce cosa fare per uscire dal luogo oscuro e seguendone le indicazioni trova un ormai rassegnato Tim Braker che riesce finalmente a consegnarle l'ultima pagina del manoscritto che avevano recuperato dal corpo di Nightingale affermando inoltre di aver veduto, in diversi sogni, un sé stesso alternativo combattere contro Door. All'interno della pagina Saga trova il rituale per uscire dal luogo oscuro e per prima cosa deve raggiungere la statua di Alan Wake al centro della piazza di New York, una volta lì recupera dalla scatola posta ai suoi piedi una copia perfetta del Clicker e un Proiettile di Luce che si appresta a caricare nella sua pistola d'ordinanza.
Saga contatta Alan tramite la sua stanza mentale e insieme decidono di dare un degno finale a questo libro ragionando in termini logici e di stile sul da farsi, ormai in questa storia non c'è più solo un eroe ma ben due e uno dei due dovrà affrontare la propria fine per tenere fede all'anima e al genere d'appartenenza del libro, questo slancio creativo permette l'apertura di un portale che la riporta a Bright Falls. Saga riesce ad evadere dal luogo oscuro e a raggiungere Alan nella stanza dello scrittore, qua vengono raggiunti da Graffio, ancora nel corpo di Alex Casey e intento a fermare i due dal dare fine al romanzo. Saga usa il Clicker per liberare il suo collega e lasciare che la presenza oscura rientri nuovamente in Wake così punta la pistola alla testa dello scrittore e fa fuoco, uccidendo sia Wake che Graffio.
Al termine dell'avventura Alex Casey, rinvenuto, chiede a Saga se sia finita, lei alza il telefono per chiamare sua figlia e vedere se tutto è tornato alla normalità ma gli squilli continuano mentre lo schermo scivola a nero.
Dopo i titoli di coda vediamo l'ultima registrazione di Alice, l'unica non ancora allestita all'interno della mostra, dove parla direttamente ad Alan affermando di aver messo in scena la sua morte per ingannare Graffio e di aver ricordato ogni cosa degli eventi di Bright Falls e Cauldron Lake grazie all'aiuto del Dottor Darling. Alan deve quindi capire che il Luogo Oscuro non è un vero e proprio Loop ma bensì una Spirale, dove ogni tentativo di fuga fallito ti avvicina sempre più di un passo all'uscita. Alan quindi si sveglia al suo posto di scrittura ed inizia a modificare Return pensando di non averlo scritto lui ma Graffio tornando così ad inizio avventura.

### 4 – L'ultima Bozza
Una volta terminata l'avventura il giocatore potrà ricominciare il tutto in modalità Nuova Partita + chiamata L'ultima Bozza, questa garantisce di mantenere tutte le abilità sbloccate nella prima run ma di vivere l'avventura come un secondo giro di spirale con notevoli differenze nella storia: sono presenti più pagine del manoscritto, le apparizioni di Alice sono più frequenti e alcuni dialoghi risultano modificati a renderli più “consapevoli”, oltretutto è possibile recuperare registrazioni video nel luogo oscuro non presenti nella prima run.
Una volta che Saga raggiunge il Luogo Oscuro per colpa di Graffio, trova i suoi vecchi parenti, gli Old Gods of Asgard, felici di essere riusciti a passare dall'altra parte questa volta - visto che nella prima run non erano presenti - inoltre la informano che la loro storia non è finita ma che hanno promesso a Thom di mantenere il segreto per evitare Spoiler come ad affermare che Thomas Zane sia la personalità originale di Alan Wake.
Una volta raggiunta la stanza dello scrittore tutto prosegue nella norma, finché all'ultimo squillo di telefono, prima dei titoli di coda, Logan risponde rivelando di essere nuovamente in vita e Alan si rialza dalla scrivania affermando di essere riuscito a scrivere correttamente il finale della storia e di aver donato a tutti il lieto fine che tanto agognava.
.

## Modalità di gioco
A differenza dei suoi due predecessori, Alan Wake II presenta un gameplay molto più incline al genere dei Survival horror con forti rimandi alla serie di Resident Evil, soprattutto ai remake del 2° e del 4º capitolo.
Nei panni di Alan Wake ci troveremo a vagare per una New York distorta piena di esseri d'ombra, con poche armi e poche munizioni, una prospettiva in terza persona e un inventario estremamente limitato. Durante l'esplorazione sarà possibile trovare in giro delle parole nascoste che una volta illuminate ci permetteranno di evolvere le nostre abilità. Anche se contemplato nel gameplay lo scontro è sconsigliato: la resistenza e le abilità dello scrittore non sono prettamente combattive e il level design favorisce un approccio molto più stealth e cervellotico ad uno d'azione.
Nei panni di Saga Anderson avremo sempre un inventario limitato e poche munizioni, ma una quantità di armi recuperabili maggiore, una potenza di fuoco e una precisione più elevata, oltre che la possibilità di evolvere le proprie abilità in combattimento. Durante l'esplorazione possiamo trovare dei cestini porta pranzo con all'interno delle pagine di manoscritto stracciate: se recuperate potremo usarle per evolvere le abilità e aumentare i danni inflitti ai Taken; in questo caso lo scontro fa parte del gameplay e le mappe tentacolari non permettono una fuga o un passaggio inosservato nell'area: usare il meno possibile di munizioni e trovare una buona combinazione fra equipaggiamento e armi sarà la base per superare la scena.
Alan può alterare le zone in cui si trova riscrivendo parte del manoscritto ma solo dopo aver trovato un'eco d'ispirazione che gli permetterà di sfruttare lo slancio creativo per plasmare la realtà; inoltre porta con sé il resto del Clicker: una vecchia lampada raffigurante un angelo che gli permette di raccogliere la luce delle aree sicure per sbloccare zone e passaggi secondari.
I Taken, a differenza dei capitoli precedenti, subiranno gli effetti della luce solo quando questa sarà concentrata su di loro: la torcia adibita a tale scopo non si ricarica automaticamente, come invece faceva su Alan Wake e Alan Wake's American Nightmare, costringendo il giocatore ad utilizzare con parsimonia le poche batterie presenti nell'inventario per rendere vulnerabile i nemici; a volte i Taken possono rilasciare scatole contenenti batterie o caricatori, soprattutto se nell'area ve ne sono molti. Questi nemici si dividono in varie categorie ma solo alcune di queste presentano tratti simili a quelle dei capitoli precedenti: la maggior parte sono degli individui in grado di spostarsi velocemente e protetti da uno scudo d'ombra, una volta resi vulnerabili sarà sufficiente sparargli 6 volte per abbatterli.
In ambedue gli scenari sono presenti delle aree ristoro: aree sicure dove i Taken e gli esseri d'ombra non possono entrare e dove sarà possibile salvare la partita e conservare in una scatola l'equipaggiamento non necessario, così da gestire al meglio l'inventario; è possibile trovare al suo interno anche il secchio dell'inserviente: un oggetto scenico ricoperto d'ombra che permette di viaggiare attraverso i due mondi scambiandosi fra Saga e Alan. Sono presenti inoltre delle zone sicure più piccole, come lampioni o piccoli gazebo illuminati: Alan potrà da questi raccogliere la luce e Saga nascondersi alla vista dei Taken, se uno dei due attacca il nemico dal suo interno questa perderà il suo potere protettivo lasciando il giocatore alla mercé delle creature.
Si possono giocare le due linee narrative come meglio si crede ma arrivati ad un punto preciso della trama lo switch si attiverà automaticamente non permettendo al giocatore di tornare a ricoprire il ruolo precedente per un periodo di tempo necessario all'avanzamento nella storia dell'altro personaggio.

## Personaggi
| Personaggio                          | Interprete        | Voce                                       | Ruolo |
| ------------------------------------ | ----------------- | ------------------------------------------ | --- |
| Saga Anderson                        | Melanie Liburd    |                                            | Detective dell'FBI incaricata di indagare sui misteriosi avvenimenti di Cauldron Lake: Alan Wake l'ha resa la protagonista del suo romanzo, così da poterla usare come "eroina" per trarsi in salvo dal luogo oscuro. Il suo scopo è quello di fermare il Signor Graffio per riportare tutto alla normalità e quindi riavere indietro la sua vecchia vita e famiglia. |
| Alan Wake/Signor Graffio/Thomas Zane | Ikka Villi        | Matthew Porretta                           | Scrittore protagonista della serie videoludica: arrivò a Bright Falls con la moglie Alice per svagare un po' dalla sua vita fatta di eccessi e attenzioni dei media, ma una volta giunto lì è rimasto vittima degli intrighi di una forza oscura i cui scopi sono ancora oggi misteriosi. Al termine della precedente avventura, Alan ha iniziato a scrivere un romanzo dal titolo Return, questo si è pian piano tramutato in un libro dell'orrore e l'unico modo per renderlo credibile e funzionante era quello di creare un ponte fra la precedente opera che lo ha portato a finire a Cauldron Lake e questa, così scrive Initiation dove racconta come è riuscito a uscire dal luogo oscuro tramite l'aiuto di Saga e di come si sia trasformato nell'essere che lui chiama Signor Graffio. Non ha collegamenti diretti con l'Alan Wake di American Nightmare, anche se nella timeline di Return indossa gli stessi abiti. |
| Sceriffo Tim Breaker/Jack Joyce      | Shawn Ashmore     |                                            | Ranger della contea di Bright Falls. Braker scompare dall'obitorio durante l'autopsia del cadavere dell'ex agente governativo Nightingale e ricompare all'interno del luogo buio intento a portare avanti delle indagini sul misterioso Mr Door; aiuterà Alan Wake a trovare il modo per sopravvivere alle creature d'ombra e a capire come sfruttare al meglio le proprie capacità per uscire dal luogo oscuro. Tim è fortemente convinto che Door lo stia manipolando e costringendo a vivere in diverse realtà alternative, in un dialogo con Wake afferma di essersi addormentato e di aver visto un sé stesso alternativo vivere in un mondo diverso da quello proprio: riferimento a Jack Joyce, protagonista di Quantum Break interpretato sempre da Shawn Ashmore. Il multiverso e la rottura temporale vengono nuovamente affrontati nell'episodio Time Breaker del primo DLC dedicato a Night Springs, dove si tratta anche delle possibili origini di Mr. Door. |
| Alex Casey/Max Payne/Sam Lake        | Sam Lake          | James McCaffrey                            | Collega di Saga Anderson, agente dell'FBI ormai prossimo alla pensione che accompagna la sua pupilla nel suo primo vero e proprio caso da Detective Senior: Alan scrisse diversi romanzi (Best Sellers) dedicati alla figura di un omonimo investigatore, riadattati in una serie di film interpretati dall'attore Finlandese Sam Lake e diretti dal regista Thomas Zane: ennesimo Doppelgänger del protagonista. Il personaggio è in realtà la versione reale di Max Payne e in più occasioni, all'interno del luogo oscuro, viene reso chiaro il collegamento fra i due personaggi. Nel finale Alan chiarisce che sia Saga che Alex Casey non sono fonte di creatività ma sono esseri reali che lui, tramite degli squarci dimensionali scambiati per ispirazioni, aveva tramutato in protagonisti dei suoi romanzi. |
| Warlin Door/Mr. Door                 | David Harewood    |                                            | Misterioso individuo multidimensionale in grado di viaggiare nello spazio e nel tempo: aiuta, e allo stesso tempo tortura, Alan Wake per puro divertimento all'interno del luogo oscuro; dopo avergli fatto rivivere le sue esperienze e le sue colpe lo aiuta ad evadere. Non è apparentemente collegato alla presenza oscura ed è totalmente immune alla sua influenza; è comparso per la prima volta nei dialoghi in Control dove spiega al fratello della protagonista, durante uno dei suoi viaggi astrali, come funzionano i multi-universi. Una possibile spiegazione di chi è e di come ha ottenuto i suoi poteri viene fornita nell'episodio Time Breaker del primo DLC dedicato a Night Springs. |
| Ilmo e Jaako Koskela                 | Peter Franzén     |                                            | Ilmo è un cacciatore e un tutto fare della cittadina di Bright Falls: è a conoscenza degli incubi che infestano la sua comunità e per questo ha creato un culto fasullo per spaventare le persone e non farle addentrare nel bosco senza protezione; insieme a suo fratello Jaako e a poche altre persone della cittadina di Bright Falls ha formato un gruppo di caccia per uccidere i Taken appena questi vengono rilasciati dal lago, in qualche modo sono venuti in possesso del Clicker originale e con questo riescono a distruggerli proteggendo al contempo la propria cittadina, almeno finché lo stesso Alan/Graffio non è riemerso dal lago; molti membri del culto, combattendo spesso l'oscurità, sono finiti sotto le grinfie della Forza Oscura divenendo dei Taken particolarmente deboli. |
| Old Gods of Asgard                   | Poets of the Fall | Stuart Milligan (Tor); Harry Ditson (Odin) | Gruppo musicale attivo principalmente negli anni '80 composto dai fratelli Tor e Odin Anderson: la loro stessa esistenza è la prova che Saga doveva essere legata a Bright Falls anche prima della stesura del libro Return, infatti Tor è il nonno perduto la cui esistenza era stata omessa dalla madre, allontanata da quel luogo per via della sua relazione vista non benissimo dal severo genitore. Anche se particolarmente vecchi sono in grado di "evocare" da una realtà alternativa i loro stessi più giovani in grado di aprire ulteriori passaggi fra i mondi e i piani dell'esistenza. Odin nel piano d'esistenza di Saga è il chitarrista del gruppo mentre nel luogo oscuro, il se stesso più giovane, è il bassista cantante. |
| Ahti                                 | Martti Suosalo    |                                            | Inserviente Finlandese comparso per la prima volta in Control, in qualche modo è in grado di viaggiare fra i mondi ed è legato alla presenza oscura quasi come sua controparte luminosa: tramite i suoi enigmatici consigli, espressi la maggior parte delle volte come "detti popolari", indica ai protagonisti la giusta via da percorrere. Athi si rivolge ad Alan chiamandolo Thom, poiché convinto che la personalità originale sia quella del regista che lo fece recitare nel suo primissimo lungometraggio come comparsa e che Alan sia solo un Doppelgänger dello stesso. |
| Alice Wake                           | Christina Cole    |                                            | Ex moglie dello scrittore protagonista, è stata imprigionata nel luogo oscuro per settimane ma al suo risveglio erano passati solamente pochi secondi. Grazie all'aiuto di un dottore, presumibilmente il Dottor Darling, è riuscita a ricordare ogni cosa di quella vacanza a Bright Falls ed è riuscita a collegare il fantasma persecutore dal volto di Alan con la presenza oscura; per ingannarla e permettere al vero Alan di scoprire la realtà, mette in piedi una mostra artistica dedicata al Signor Graffio che culminerà con il suo falso suicidio e un messaggio video aggiuntivo. Nel finale della prima Run è possibile vedere il filmato, in Nuova Partita + il suo volto compare sotto forma di allucinazione molte più volte rispetto a prima e nel finale riesce a sopravvivere grazie allo slancio creativo di Alan. |
| Rose Marigold                        | Jessica Preddy    |                                            | Cameriera del Dinner di Bright Falls, già comparsa nel primo capitolo come fan più sfegatata dello scrittore. Nel capitolo precedente venne toccata e usata dall'oscurità: in qualche modo questo l'ha resa consapevole del mondo terribile che la circonda; ora lavora alla casa di cura Valhallha di proprietà dei fratelli Anderson mentre continua ad arrotondare lo stipendio al dinner con la speranza di poter aiutare il suo idolo a tornare sul suo stesso piano di esistenza. È convinta di essere stata "scelta" da Alan Wake come sua salvatrice poiché l'unica ad aver colto i segnali inviati dal luogo oscuro sulla terra, cosa che Alan non ricorda di aver fatto ma che è un palese richiamo ad Alan Wake's American Nightmare dove viene appurata dai registri audio recuperabili. Pone fede al suo scopo durante la fuga di Alan dalla presenza oscura, salvandolo dall'inseguimento disastroso dandogli un luogo di luce dove riposare nella casa di riposo Valhallha. Nel primo DLC di Night Springs, intitolato "La Fan Numero Uno" interpretiamo una sua versione auto-descritta in una possibile fan fiction dove lei è protagonista e Alan è imprigionato dal suo gemello malvagio. |
| Agente Kiran Estevez                 | Janina Gavankar   |                                            | Quando il quartier generale del Federal Bureau of Control ha chiuso i battenti a causa di un'emergenza interna, l'agente FBC Kiran Estevez si è trovata con poco supporto o assistenza, ma anche con la libertà di decidere da sola. Nonostante la crescente lotta per contenere ogni evento paranormale che lei e la sua squadra riescono a gestire, Estevez farà la cosa giusta e proteggerà coloro che ne hanno più bisogno. Questa è la descrizione rilasciata da Remedy per un personaggio che nel mondo di Alan Wake mantiene un ruolo marginale, un agente della FBC che prende in gestione il caso Bright Falls e poi aiuta i protagonisti ad aprire un portale verso il Luogo Oscuro con lo scopo di fermare Graffio. |
| Professor Casper Darling             | Matthew Porretta  |                                            | Il professor Casper Darling fa la sua prima apparizione in Control come ex-capo della FBC svanito nel nulla durante degli esperimenti con degli oggetti alterati. In questo capitolo ricompare occasionalmente all'interno di registrazioni o alterazioni dello spazio tempo con in mano una radio, la stessa utilizzata in Control a cui si attribuisce la sua sparizione. Viene fatto intendere che lui stesso sia un ennesimo Doppelgänger di Alan Wake, mettendo in primo piano la somiglianza fra la sua voce e quella captata dalla radio, a cui affibbia il titolo di "Sognatore" essendo sicuro di trovarsi imprigionato in una dimensione onirica (paesaggio onirico) generata dai sogni o dall'arte di qualcuno (Alan Wake o Thomas Zane). In una seconda registrazione lo vediamo stringere dei patti con Thomas Zane all'interno del Luogo Oscuro, così da permettere la fuga dei due personaggi da quella dimensione onirica. Presumibilmente è lui che ha aiutato Alice Wake a ricordare gli avvenimenti di tredici anni prima a Bright Falls ed è sempre lui a contattare Wake tramite il telefono pubblico nella piazza.                                                                     |

## Nemici e Boss
Tutti i nemici base, eccetto i Lupi, possiedono un Nucleo di Oscurità, questo è il punto in cui l'oscurità si genera, solitamente all'altezza del cuore.
| Nemici                 | Spiegazione |
| ---------------------- | --- |
| Lupo                   | I Lupi della zona sono stati toccati dall'oscurità diventando particolarmente aggressivi. Sono molto veloci ma anche molto deboli, non possiedono scudo d'ombra e la concentrazione del fascio di luce li immobilizza a terra. |
| Cultista               | Nemici base del gioco, cittadini di Bright Falls che hanno abbracciato la missione dei fratelli Koskela di sconfiggere i Taken, sfortunatamente sono finiti vittime dell'oscurità divenendone loro stessi posseduti. |
| Posseduto/Taken        | Nemici base del gioco, sono delle persone possedute dalla forza oscura. Possiedono un nucleo protetto da uno scudo d'ombra, una volta esposto può essere fatto esplodere per causare danni ingenti. Si dividono in due categorie, quelli feroci da attacco corpo a corpo e quelli rapidi da attacco a distanza.                               |
| Creature d'Ombra       | Creature totalmente cieche ma con un forte udito, possono attaccare sia a distanza che corpo a corpo, è sufficiente concentrare il fascio di luce su di loro per eliminarli del tutto. |
| Glitch d'Ombra         | Creature d'ombra in grado di teletrasportarsi e di attaccare a vista, in realtà sono dei Taken protetti da un velo d'ombra che li camuffa. Possono attaccare sia corpo a corpo che con proiettili d'ombra. |
| Splitter/Taken Thrower | Già visti in Alan Wake's American Nightmare, queste creature sono in grado di dividersi in due una volta abbattuto il loro scudo d'ombra. Sono estremamente aggressivi e possono colpire a distanza con oggetti da lancio come accette e martelli.                                                                                            |
| Shadow Diver           | Nemici più avanzati, viaggiano fra i piani dell'esistenza e questo gli permette di creare un vortice portale in grado di farli muovere più velocemente e nascondersi nell'area. Possono essere protetti da uno scudo d'ombra e una volta entrati nel portale sarà possibile tracciare i loro movimenti solo da uno strano spostamento d'aria. |

Non ci sono molte Boss Fight nel gioco e tutte vengono affrontate da Saga Anderson essendo lei il personaggio d'azione del titolo. La particolarità di queste Boss Fight è che prevedono l'abbattimento di personaggi già apparsi nei titoli precedenti della serie che ricoprivano ruoli di spessore.
| Boss                | Spiegazione |
| ------------------- | --- |
| Robert Nightingale  | Già apparso in Alan Wake come uno dei principali antagonisti, ex agente federale dal grilletto facile e un odio profondo verso i creativi; è scomparso misteriosamente durante gli eventi del primo gioco. Nightingale ricompare ad inizio avventura riemergendo dal lago come Taken, viene braccato e ucciso dalla Setta della Parola ma non avendo terminato il rituale si risveglia all'obitorio trascinando Beaker nel luogo oscuro. È il primo Boss del gioco, possiede tre fasi ed è estremamente facile da battere: utilizzato come tutorial per istruire il giocatore allo scontro. |
| Mulligan & Thornton | Mulligan è il vice sceriffo della stazione di Bright Falls, è la prima faccia amica incontrata dalla protagonista Saga una volta raggiunto il luogo delle indagini; Thornton era il vicesceriffo di Bright Falls ai tempi del servizio di Nightingale, ora ricopre la carica di sceriffo. I due fanno la loro prima apparizione in Alan Wake come personaggi secondari. Durante la Boss fight agiranno in coppia: uno si muove sui ripiani alti dell'arena colpendoci a distanza mentre l'altro attacca frontalmente in corpo a corpo; per batterli è sufficiente stordirli rimuovendo lo scudo d'ombra che li protegge e poi colpirli direttamente. Come Nightingale possiedono tre fasi: le prime due prevedono attacchi individuali mentre l'ultima in coppia. |
| Cynthia Weaver      | Personaggio chiave di Alan Wake, incontrata la prima volta al Dinner e ispirata fortemente alla Signora Ceppo della serie tv I segreti di Twin Peaks: è da tempo ospite della pensione per anziani Valhalla di proprietà dei fratelli Odin e Tor Anderson. Cynthia non ha più la sua lanterna e questo l'ha resa vulnerabile all'oscurità: costringe Tor a seguirla nella sovrapposizione oscura per renderlo un Taken. Come Boss possiede un'unica fase e le sue capacità sono simili a quelle di un comune Taken ma dalla forza e resistenza notevolmente superiori: è in grado di volare e di richiamare lo scudo, i proiettili e i muri d'ombra per difendersi dagli attacchi di Saga. |
| Signor Graffio      | Il Doppelgänger di Alan, nato a Bright Falls come immagine di quello che la gente vedeva nello scrittore quando giravano voci sul fatto che fosse lui l'assassino di Alice: al termine di Alan Wake's American Nightmare, dove fa la sua prima vera apparizione, viene sconfitto ma in qualche modo riesce a sopravvivere e a nascondersi in Alan (c'è da ricordarsi comunque che American's Nightmare si svolge in una realtà parallela a quella della saga canonica, similmente ai DLC di Night Springs). Non può essere battuto in modo tradizionale: la sua vita è infinita così come il suo scudo d'ombra, essendo la reincarnazione del male bisogna "contenerlo". Non è invulnerabile ai colpi ma il suo scudo sì: sparandogli contro lo consumeremo abbastanza da costringerlo a fermarsi per ricaricarlo, cosa che impiegherà buoni 10 secondi: tempo sufficiente a puntare i riflettori su di lui e imprigionarlo nella gabbia di contenimento. Nel finale si scopre che il Signor Graffio è lo stesso Alan Wake ma posseduto dall'essenza oscura che ha risvegliato tutta la sua rabbia ed egoismo dando vita a quello che più temeva. |

## Accoglienza
Alan Wake II ha ricevuto critiche generalmente positive, la versione Xbox Series X ha ottenuto "l'universal acclaim" dall'aggregatore di recensioni Metacritic.
Andrew Farrell della PCGamesN nella sua recensione ha dato un voto pari a 9/10 affermando "è una meraviglia [...] con un gameplay intenso, una trama dark, contorta e piena di segreti e sorprese impossibili da immaginare. Remedy questa volta si è superata [...]".

## Premi
| Date | Award                  | Category                                             | Result          | Ref.          |
| ---- | ---------------------- | ---------------------------------------------------- | --------------- | ------------- |
| 2023 | Golden Joystick Awards | Critics Choice Award                                 | Vincitore/trice | [ 12 ] [ 13 ] |
| 2023 | Golden Joystick Awards | Best Game Trailer (The Dark Place Gameplay)          | Candidato/a     | [ 12 ] [ 13 ] |
| 2023 | Golden Joystick Awards | Best Lead Performer (Ilkka Villi / Matthew Porretta) | Candidato/a     | [ 12 ] [ 13 ] |
| 2023 | Golden Joystick Awards | Best Lead Performer (Melanie Liburd)                 | Candidato/a     | [ 12 ] [ 13 ] |
| 2023 | Golden Joystick Awards | Ultimate Game of the Year                            | Candidato/a     | [ 12 ] [ 13 ] |
| 2023 | The Game Awards 2023   | Game of the Year                                     | Candidato/a     | [ 14 ]        |
| 2023 | The Game Awards 2023   | Best Game Direction                                  | Vincitore/trice | [ 14 ]        |
| 2023 | The Game Awards 2023   | Best Narrative                                       | Vincitore/trice | [ 14 ]        |
| 2023 | The Game Awards 2023   | Best Art Direction                                   | Vincitore/trice | [ 14 ]        |
| 2023 | The Game Awards 2023   | Best Score and Music (Petri Alanko)                  | Candidato/a     | [ 14 ]        |
| 2023 | The Game Awards 2023   | Best Audio Design                                    | Candidato/a     | [ 14 ]        |
| 2023 | The Game Awards 2023   | Best Performance (Melanie Liburd)                    | Candidato/a     | [ 14 ]        |
| 2023 | The Game Awards 2023   | Best Action / Adventure Game                         | Candidato/a     | [ 14 ]        |

## Espansioni
Sono previste due Espansioni (DLC) narrative per Alan Wake II: la prima ambientata in varie realtà alternative suddivise in tre episodi di Night Springs e la seconda che si svolge in contemporanea agli eventi del gioco base. La prima, intitolata semplicemente Night Springs, è uscita l'8 Giugno 2024 su tutte le piattaforme, accompagnata dalla notizia riguardante una futura edizione fisica del gioco contenente tutti i contenuti bonus previsti, mentre l'uscita di Lake House è prevista per Ottobre dello stesso anno.

### Night Springs
Le tre missioni incluse nell'espansione Night Springs vengono presentate da Mr. Door (David Harewood), unico elemento in Live Action, come puntate dell'omonima serie televisiva fittizia ispirata a Ai confini della realtà:
| N | Titolo         | Trama | Personaggi                                                |
| - | -------------- | --- | --------------------------------------------------------- |
| 1 | Fan Numero Uno | Nei panni di Rose Marigold (Jessica Preddy), o di una sua versione fittizia, combatteremo contro gli haters del nostro scrittore preferito in una missione di salvataggio che ha dell'incredibile: mentre porta avanti la sua attività di umile cameriera del Dinner locale, la nostra eroina viene contattata dal suo amato tramite un pesce motorizzato attaccato alla parete del suo guardaroba; imbracciato un fucile a pompa e fatto il pieno di cartucce, la cameriera si precipita in strada pronta a far fuori chiunque provi a fermarla nel salvare il suo amato dalle grinfie del suo gemello malvagio. La missione è un chiaro omaggio all'espansione stand alone Alan Wake's American Nightmare e ne richiama gameplay, comicità e regia.                                                      | Rose Marigold, Thomas Zane                                |
| 2 | Stella Polare  | Jesse Faden (Courtney Hope), o una sua versione fittizia, è alla ricerca di suo fratello, rapito da una misteriosa agenzia governativa (trama ispirata al gioco Control di cui Jesse è la protagonista): le sue ricerche la porteranno a Night Springs, per l'esattezza ad un parco di divertimenti chiamato Coffee World popolato da misteriose creature d'ombra con al suo fianco solo un'entità soprannaturale in grado di indicargli la giusta via da percorrere e lo sceriffo della città ormai imprigionato nel parco. Una volta raggiunto suo fratello questo avrà le sembianze di Alan/Zane e insieme replicheranno l'iconica scena della stanza di contenimento in Control. | Jesse Faden, Tim Breaker, Thomas Zane                     |
| 3 | Time Breaker   | Shawn Ashmore sta registrando i filmati per un videogioco in Full Motion Video dal titolo Time Breaker (controparte di Quantum Break) insieme allo scrittore e regista Sam Lake; il gioco tratterà di un certo Breaker in lotta costante con un nemico ultraterreno chiamato Door che ha sterminato varie versioni alternative di lui nel multiverso: questa trama è presente nel gioco base di Alan Wake II ed è esposta proprio da Tim Breaker ormai imprigionato nel luogo oscuro. Durante una pausa caffè dalle riprese, Shawn si scontra con il multiverso scoprendo così che le idee folli di Sam per i videogiochi sono reali; costretto da Door a ricoprire il ruolo su cui stava lavorando, dovrà scontrarsi con il Signore dei Mille Mondi: una creatura che inizialmente associa a Door stesso. | Shawn Ashmore, Sam Lake, Jesse Faden, Mr. Door, Alan Wake |

### Lake House
L'espansione è composta da un solo capitolo incentrato interamente sulla figura dell'agente della FBC Kiran Estevez e si ambienta durante la timeline di Return. A differenza degli altri capitoli e dell'espansione precedente questo DLC presenta una nuova storia canonica racchiusa nella timeline originale del gioco, un inventario dalle dimensioni maggiori, molte meno armi e munizioni disponibili come anche medikit, granate o bengala; oltretutto - durante l'esplorazione dei vari sottolivelli della struttura - il giocatore è costantemente braccato da un'entità immune ad ogni colpo di arma da fuoco o contundente che potrà essere seminata solo sfruttando le aree sicure.
In questo nuovo capitolo, il team di sviluppo ha confermato di aver voluto ridurre drasticamente il numero di jump-scare previsti per via delle critiche mosse dal pubblico sul gioco base.
Insieme alla distribuzione gratuita di questo DLC sono stati introdotti: l'inversione degli assi X e Y per i controlli e il supporto al gyro aiming su PlayStation 5 grazie al controller DualSense, Il feedback aptico migliorato per armi e oggetti curativi, un menu di assistenza che permette di personalizzare l'esperienza di gioco in base al tipo di giocatore, nuove sfide e un oggetto estetico per Alan Wake che lo vede indossare la famosa felpa con cappuccio del primo capitolo.
| Titolo     | Trama | Personaggi                                                      |
| ---------- | --- | --------------------------------------------------------------- |
| Lake House | Il DLC si presenta come un'aggiunta capitolo nella timeline di Return: Kiran Estevez (Janina Gavankar) raggiunge Couldron Lake dopo aver ricevuto una segnalazione EMA dalla struttura di ricerca e sviluppo della FBC nominata Lake House, costruita dopo gli eventi del 2010 di Alan Wake. Una volta sul posto, l'agente lascia una parte della squadra operativa a formare un perimetro e un'altra in attesa di contatto all'esterno per poi addentrarsi in solitaria nella struttura apparentemente abbandonata; qui viene a conoscenza degli inquietanti esperimenti sugli oggetti alterati da parte dei due coniugi e responsabili delle ricerche scientifiche Jules e Diana Marmont. Mentre esplora e tenta di raggiungere il sottolivello 5 della struttura - dove è racchiuso il nucleo della breccia - Kiran viene attaccata da una figura sottile apparentemente fatta di acrilico e immune a qualsiasi arma da fuoco o contundente, presto scopre che questa è stata generata da un quadro senziente e pieno di rabbia dipinto col sangue da un soggetto in custodia chiamato Rudolf Lane. Scendendo nei vari sottolivelli cercando di recuperare la chiave d'accesso corretta per raggiungere il nucleo, Kiran si imbatte nei diversi video e registrazioni dei coniugi scoprendo che le loro vite e la loro relazione sono state alterate da diversi fattori: gli scritti originali di Wake, delle copie dei manoscritti battute a macchina da dei macchinari appositamente creati a simulare la sua scrittura, i dipinti di Lane, delle storie brevi di un secondo soggetto artistico chiamato Ed Booker (Leemore Marrett) e di altri oggetti rimasti in archivio di diversi altri soggetti ormai morti o fuggiti (come una nota cantante dal nome classificato). Dopo un veloce depistaggio che fa credere alla Estevez di affrontare il marito impazzito e divenuto schiavo dell'ombra, si rivela che è Diana la vera responsabile di tutto e una volta raggiunto il dipinto utilizzato come catalizzatore la uccide fermando l'esperimento e riportando la struttura alla normalità. Prima di tornare sul piano reale dell'esistenza, Kiran passa qualche secondo nel luogo buio insieme a Wake che, mentre a voce alta legge lo scritto che sta battendo, la informa di dove si trova in questo preciso momento nella timeline di Return; una volta tornata fuori dall'edificio, insieme a parte della sua squadra e un Ed Booker spaventato, si dirige verso la foresta per prendere in custodia l'Alan Wake del manoscritto (Timeline base). | Kiran Estevez, Alan Wake, Jules e Diana Marmont, Dottor Darling |

## Curiosità
- È noto come Sam Lake ricopra una parte fondamentale nei suoi giochi rivestendo spesso ruoli attoriali, come in Max Payne che ha vestito i panni del protagonista, anche in questo capitolo interpreta il famoso Alex Casey, personaggio dei bestseller di Alan Wake, nonché il suo alter ego hollywoodiano omonimo già comparso nei video show di Alan Wake. Fin dal primo capitolo Alex Casey è disegnato sia nei modi che nei dialoghi sull'agente Max Payne.
- Gli Old Gods of Asgard, sono interpretati ancora una volta dal gruppo Finlandese Poets of the Fall, questa volta ricoprendo il ruolo anche per le riprese in Live Action, cosa che ha causato diverse incongruenze narrative con i capitoli precedenti. In Alan Wake ci viene detto che a ricoprire il ruolo di cantante e principale Frontman sia Tor Anderson e che l'attività del gruppo si interruppe agli inizi degli anni '90 a causa della morte per leucemia del bassista, cosa che rimane invariata nello spinoff Alan Wake's American Nightmare dove tornano però in attività grazie a Barry Wheeler, mentre in questo capitolo vediamo che a ricoprire il ruolo di bassista/cantante è Odin Anderson mentre Tor è finito alla Batteria, oltretutto l'occhio coperto del frontman è quello sbagliato[24].
- La protagonista Saga Anderson, come è immaginabile dal cognome, è imparentata con i personaggi di Tor e Odin Anderson, gli Old Gods of Asgard, rispettivamente il nonno e il prozio. I loro nomi sono ispirati alle antiche divinità norrene: Thor, Odino e Sága, che secondo gli studiosi vuol dire "colei che vede", molto incline alle capacità uniche del personaggio.
- Nella linea narrativa di Return, Alan indossa dei vestiti casual, camicia bianca a quadri aperta, canottiera e jeans, stesso vestiario visto in Alan Wake's American Nightmare, mentre nella linea di Initiation è vestito come il Signor Graffio del medesimo gioco. Durante i flashback è possibile vedere come Alan cambi vestiti in base alla scena ma ritorni sempre poi ad indossare quelli originali.
- In Control la protagonista Jesse Faden è originaria di Ordinary, dove è successo un evento catastrofico, come profetizzato in American Nightmare. Il fratello di Jesse, posseduto dall'organismo extradimensionale noto come Hiss, rivela che "esistono tanti mondi, alcuni si trovano fianco a fianco, oppure uno sopra l'altro, o, ancora, all'interno di altri. In uno di questi mondi c'è un autore che ha scritto una storia su un poliziotto. In un altro mondo, il poliziotto esiste davvero. Mr. Door mi ha detto che c'è qualcuno che si trova in tutti questi mondi allo stesso tempo, passando dall'uno all'altro continuamente". L'autore è ovviamente Alan Wake, creatore di Alex Casey, ma in un altro mondo quest'ultimo esiste davvero, ovvero Max Payne.
- L'identità di Mr.Door non è confermata, ma si ritiene che possa essere Martin Hatch di Quantum Break, interpretato all'epoca da Lance Reddick (scomparso durante lo sviluppo di questo capitolo) mentre qui interpretato da David Harewood, ed ha la capacità di vivere aldilà del tempo e dello spazio, come viene rivelato in Quantum Break. Mr. Door mantiene il suo carattere enigmatico anche quando si espone verso la fine di Initiation dove intima ad Alan di non mettersi fra lui e i suoi piani, a quanto pare era lo stesso Door a tenerlo prigioniero nel luogo oscuro più di sé stesso.
- L'inserviente Ahti, personaggio enigmatico ma amichevole del gioco, è apparso la prima volta nel videogioco di Control e anche lì ricopriva un ruolo chiave. Il suo nome è un chiaro riferimento al dio finnico dell'oceano Ahti.
- Per uscire dallo studio televisivo è necessario inserire il codice 6-6-5, che troviamo all'interno della stanza degli Old Gods of Asgard con la dicitura "L'approssimazione della Bestia". Questo è un collegamento diretto a Control dove per accedere alla cava di roccia nera bisogna recuperare tale codice, essendo però le approssimazioni un elemento fisico della trama, il dottor Darling, colui che lo fornisce, ci scherza sopra dicendo proprio "sai no? l'approssimazione della bestia!", oltretutto è possibile trovare un libro scritto dallo stesso Darling dal titolo My Interpretation of Many Worlds (La mia interpretazione dei molti mondi) nella stanza adiacente.
- Durante l'esplorazione dell'Hotel Oceanview è possibile trovare, all'interno di una stanza socchiusa al Piano Terra, una registrazione del professor Casper Darling imprigionato anch'esso in una dimensione parallela, qui riesce a mettersi in contatto con Alan Wake sfruttando un passaggio onirico e affermando che lo stesso universo in cui sono rinchiusi (Il Luogo Oscuro) esista solamente perché il "sognatore" lo ha generato con la sua arte.
- L'11 Dicembre è stato distribuito un aggiornamento del gioco che permette di avviare una Nuova Partita + chiamata "L'ultima Bozza", questa permette di rivivere gli eventi del gioco come secondo giro della spirale, con tutte le abilità e armi sbloccate nella partita originale ma con nessun collezionabile acquisito, inoltre al termine dell'avventura sarà possibile accedere ad un Finale Alternativo[25]. Se acquisita la balestra durante la prima run ma non si sarà arrivati ad ottenere la chiave del faro allora si avrà difficoltà a terminare questa nuova run con tutti i collezionabili sbloccati poiché la collezione verrà azzerata ma quella cassa risulterà già aperta e impossibile da recuperare; durante il primo aggiornamento sono stati risolti molti di questi problemi e ottimizzato meglio il prodotto anche per PC ma questo problema è ancora ben presente nella versione attuale del gioco[26].